# Le Vernet (Ariège)
Le Vernet (okzitanisch gleichlautend) ist eine französische Gemeinde mit 693 Einwohnern (Stand 1. Januar 2022) im Département Ariège in der Region Okzitanien. Sie gehört zum Kanton Portes d’Ariège und zum Arrondissement Pamiers.
Nachbargemeinden sind Saverdun im Nordwesten, Montaut im Osten und Bonnac im Süden. An der östlichen Gemeindegrenze verläuft der Fluss Crieu.
In Le Vernet wurde 1918 ein Lager für senegalesische Kolonialtruppen errichtet, das bald darauf zum Internierungslager für österreichische und deutsche Gefangene des Ersten Weltkrieges umgenutzt und später als Militärdepot verwendet wurde. 1939 entstand auf diesem Gelände das Internierungslager Le Vernet, in dem zunächst Interbrigadisten aus dem Spanischen Bürgerkrieg gefangen gehalten wurden, nach Beginn des Zweiten Weltkriegs dann weitere Internierte, hauptsächlich Juden. 1944 wurde das Internierungslager aufgelöst. Seine Einrichtungen wurden zwischen 1946 und 1948 zur Unterbringung deutscher Kriegsgefangener genutzt.

## Bevölkerungsentwicklung

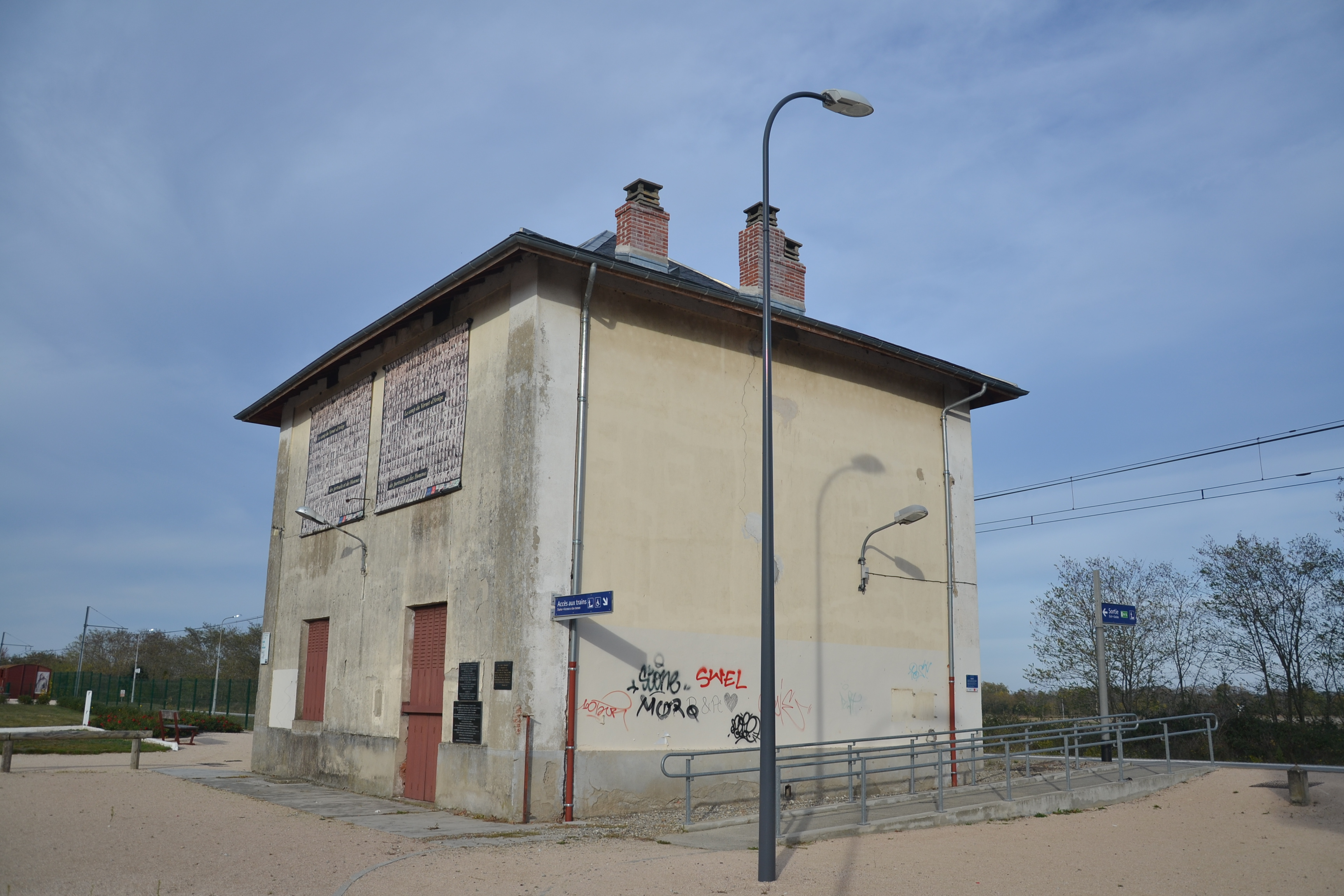
Bahnhof Venerque - Le Vernet

| Jahr      | 1962 | 1968 | 1975 | 1982 | 1990 | 1999 | 2008 | 2019 |
| --------- | ---- | ---- | ---- | ---- | ---- | ---- | ---- | ---- |
| Einwohner | 441  | 382  | 417  | 464  | 508  | 536  | 632  | 718  |

Quellen: Cassini und INSEE